# Stwardnienie koncentryczne Baló

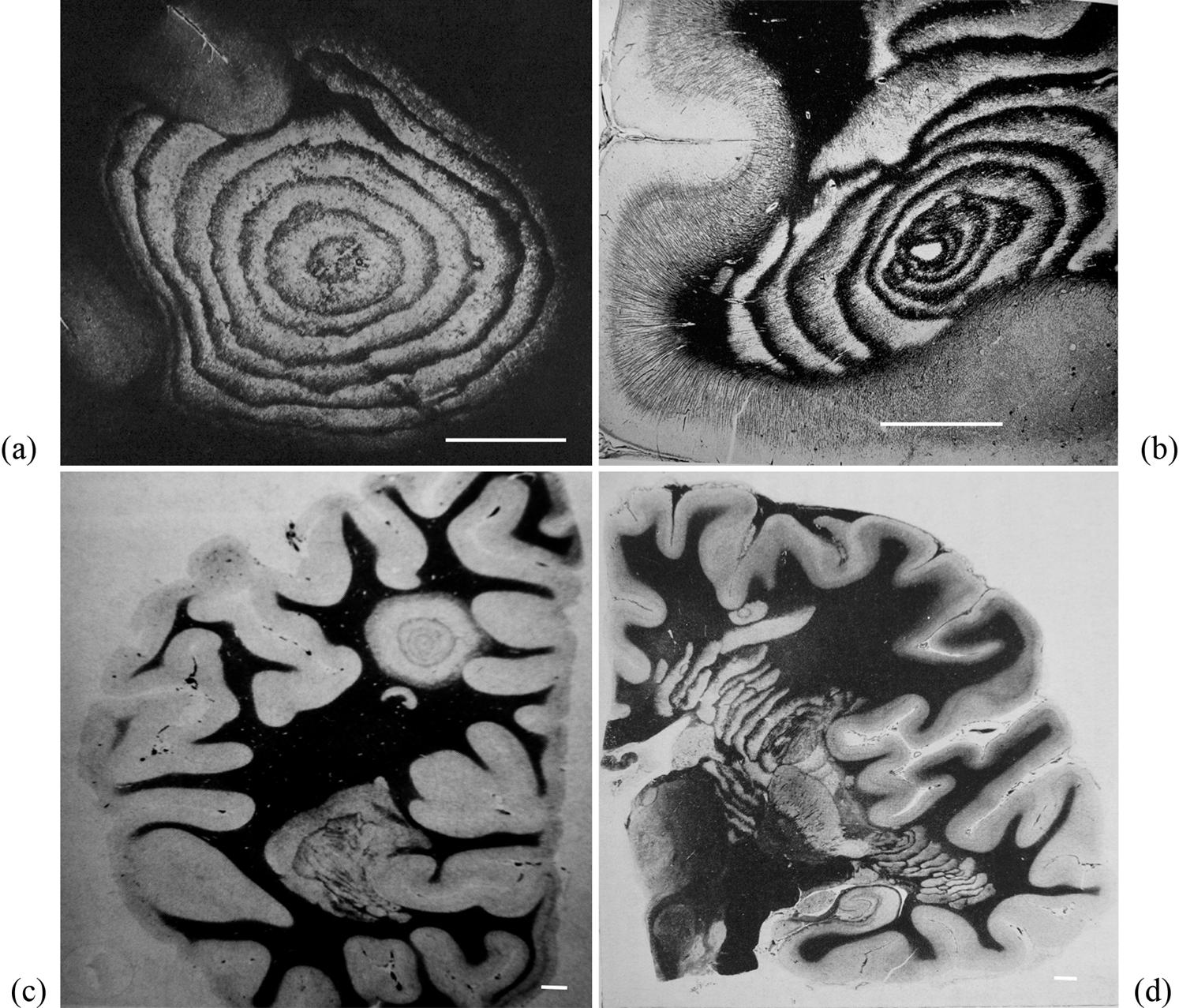
Neuropatologia stwardnienia koncentrycznego Baló

Stwardnienie koncentryczne Baló (łac. sclerosis concentrica, ang. Balo concentric sclerosis) – rzadki wariant neuropatologiczny stwardnienia rozsianego. Chorobę opisał jako pierwszy węgierski patolog József Baló w 1927 roku. W 1933 roku Julius Hallervorden i Hugo Spatz przedstawili opisy neuropatologii choroby i jako pierwsi zauważyli podobieństwo uformowania ognisk demielinizacyjnych do figur Liesganga. W 2007 roku przedstawiono model matematyczny podający możliwy mechanizm tworzenia się tych niezwykłych zmian.

## Epidemiologia
Stwardnienie koncentryczne częstsze jest w populacjach chińskiej, japońskiej i filipińskiej niż w populacji kaukaskiej.

## Objawy i przebieg
Obraz kliniczny schorzenia przypomina ostrą postać stwardnienia rozsianego. Występują niedowłady, zaburzenia widzenia, zaburzenia psychiczne.

## Patogeneza

### Model matematyczny
W 2007 roku Khonsari i Calvez przedstawili model matematyczny wyjaśniający układ demielinizacji w przebiegu choroby, nawiązujący do fenomenu precypitacji Lieseganga i zjawiska samoorganizacji.

## Rokowanie
Do niedawna uważane za niepomyślne (podobnie jak w wariancie Marburga), obecnie rokowanie w leczonych przypadkach choroby jest lepsze.

## Rozpoznanie
W ostatnich latach postęp technik neuroobrazowania pozwolił na przyżyciowe rozpoznanie choroby w badaniu MRI, także w technice DWI (diffusion-weighted images). Za patognomoniczne uznano obrazy nieregularnych, koncentrycznych stref zwiększonego sygnału w obrazach T2-zależnych. Zaleca się dożylne podanie kontrastu Gd-DTPA.